# マーティン・ポリアコフ
マーティン・ポリアコフ（英語: Martyn Poliakoff、1947年12月16日 - ）はイギリスの化学者、サイエンスコミュニケーター。ノッティンガム大学教授。

## 人物
独特の髪型に赤の実験衣の組み合わせと化学者とは思えない風貌をしているがグリーンサスティナブルケミストリーの第一人者である。専門は超臨界流体、赤外分光法の研究。
ヘリウムや塩素などの元素の一つ一つの特徴を実験を交えながら面白可笑しく解説する周期表ビデオが2008年頃YouTubeにアップされて大人気になった。現在も週に1～3本ペースで新しい動画を作成している。
他にもW杯のトロフィーは純金ではないと指摘する。
2002年王立協会フェロー選出。2008年大英帝国勲章受勲。2010年リーバーヒューム・メダル、2019年マイケル・ファラデー賞受賞。日本を含め世界中で人気があり、教授の元には毎日200通近くのファンメールが届くという。